# شعب البيدا
شعب البيدا هم مجتمع من لداخ في الهند، ويمارس المجتمع مهنته التقليدية عزف الموسيقى. وهم في الغالب من أتباع البوذية، على الرغم من أن بعضهم مسلمون.

## نظرة عامة
وفقًا للباحث الهندي S R R Prasad، كان عدد قبيلة البيدا حوالي 300 شخص في وقت كتابة هذا التقرير، في لداخ. انخفض عددهم على مر العقود. أحصى تعداد عام 1931 في الهند 414 شخصًا من البيدا، ذكر 70 منهم أنهم بوذيون، والبقية من المسلمين. هذا الالتزام الديني هو سبب تناقص أعداد البيدا. معظم الذين يؤمنون بالإسلام يغيرون هويتهم ويبدأون في تسمية أنفسهم بالبلتي. عدد صغير إضافي من البيدا، ربما 100، يعيشون في عدد قليل من القرى الصغيرة في مقاطعتي كولو وشيملا في ولاية هيماتشال براديش. البيدا في هيماتشال براديش هم من الديانة الهندوسية.
في عام 1989، مُنح البيدا وضعًا في الهند كقبيلة مُجَدولة. يعيش البيدا في لداخ هناك منذ 200 عام تقريبًا، بعد أن هاجروا من منطقة لاهول وسبيتي في هيماتشال براديش.